# Sternotomis ducalis
Sternotomis ducalis är en skalbaggsart som först beskrevs av Johann Christoph Friedrich Klug 1835.  Sternotomis ducalis ingår i släktet Sternotomis och familjen långhorningar. Inga underarter finns listade i Catalogue of Life.